# Ca l'Alzamora (Anglesola)
Ca l'Alzamora és un casa d'Anglesola (Urgell) inclosa a l'Inventari del Patrimoni Arquitectònic de Catalunya.

## Descripció
Edifici típicament renaixentista amb una tipologia quadrangular i dividida en tres pisos. 

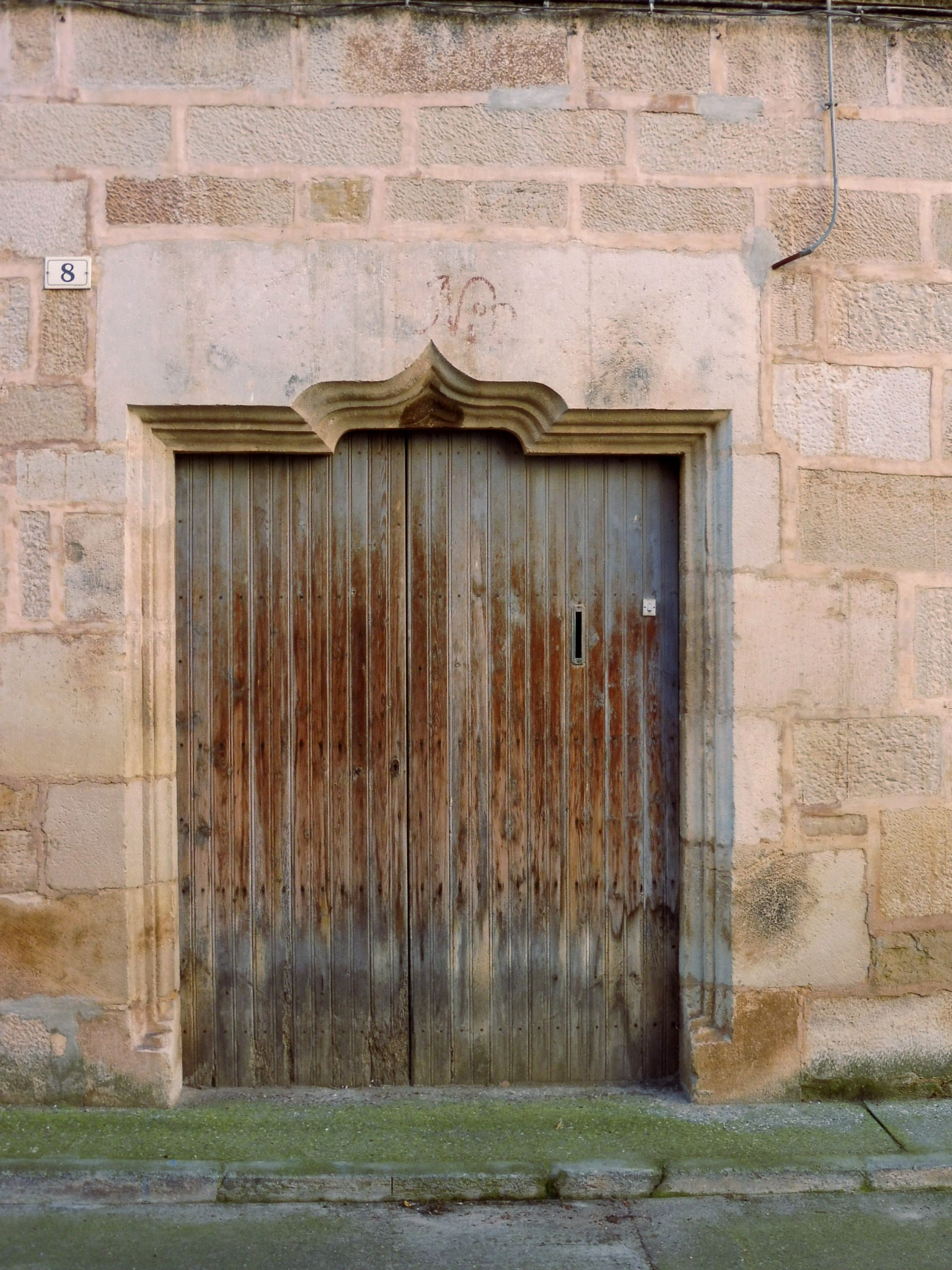
Detall de la porta

Consta d'una planta baixa que es caracteritza per una entrada principal situada al mig i dos més als laterals. La principal té una llinda amb relleu esglaonat i adopta uns volums ondulants combinant-ho amb perfils rectes. Les portes laterals són en forma d'arc rebaixat. Entre la planta baixa i la segona hi ha una cornisa sobresortint que fa de separació entre l'una i l'altra. Aquesta primera planta es caracteritza per la senzillesa de tres obertures rectangulars amb perfils totalment rectes, sense cap mena de decoració aparent. Finalment, la tercera planta o golfes és de gran alçada i feta amb maons, construcció totalment contemporània.
L'interior de l'habitatge conserva quasi intactes l'estructura del Casal del segle xvii i XIX en el que cal destacar una interessant balustrada de fusta a l'escala principal.

## Història
La façana tenia segons documents gràfics del 1921, dos porxos, però sembla que en tenia més. Els dos últims foren enderrocats el 1936-1937. La casa fou propietat de la família Alzamora, notaris fins que passà a la dels Mestres Apotecaris d'Anglesola. La primitiva façana tenia un interessant ràfec de diferents esglaons fets amb rajola.